# Assedio di Exeter (1642)
L'assedio di Exeter del 1642 (detto anche primo assedio di Exeter) fu uno scontro che si svolse dalla fine di dicembre del 1642 sino all'inizio di gennaio del 1643 presso Exeter, nel Devon, in Inghilterra. Essa fu parte della prima guerra civile inglese, contrapponendo Realisti e Parlamentaristi.

## Antefatto

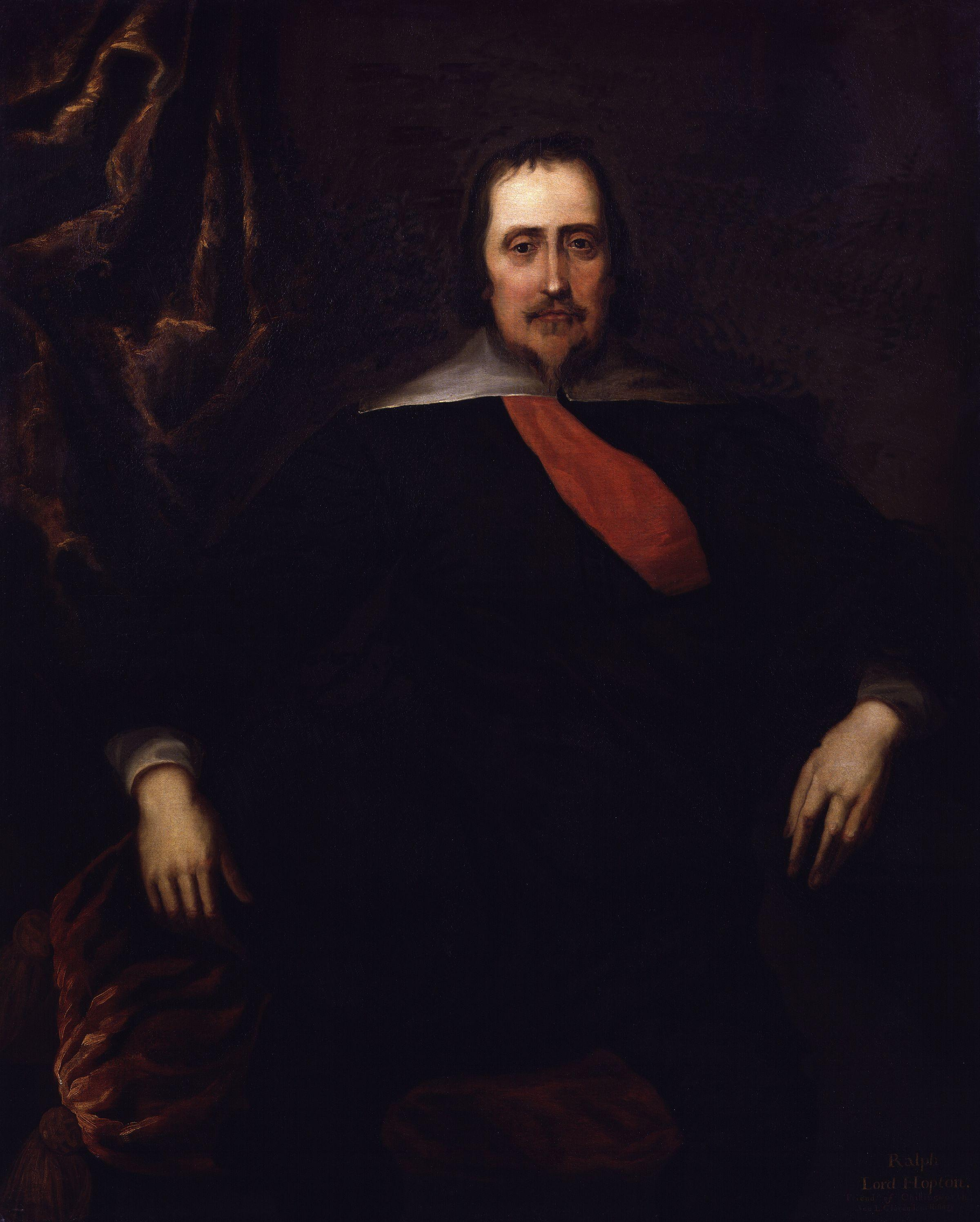
Il comandante delle truppe realiste nell'Inghilterra occidentale, Sir Ralph Hopton

Quando ebbe inizio la prima guerra civile inglese nell'agosto del 1642, le forze parlamentariste si assicurarono gran parte dell'Inghilterra meridionale, inclusi i porti di Southampton e Dover, oltre a gran parte della Royal Navy. Dopo la presa di Portsmouth a settembre, controllavano ormai la maggior parte dei porti da Plymouth a Hull, il che impediva ai realisti di ottenere rinforzi in uomini e armi dall'Europa.
Dalla fine di settembre, gran parte del Devon si trovava nelle mani dei parlamentaristi, mentre i realisti al comando di sir Ralph Hopton si erano assicurati la Cornovaglia. Nelle prime fasi della guerra, gran parte dei soldati da ambo le parti erano male equipaggiati e poco allenati, essendo perlopiù miliziani cittadini. Un'eccezione era Plymouth, dove la guarnigione era comandata dal colonnello William Ruthven con un contingente di mercenari scozzesi d'esperienza; la loro nave si era fermata in città per fare rifornimenti e poi ripartire alla volta dell'Irlanda all'inizio di ottobre e le forze parlamentariste gli avevano chiesto di difendere la città dietro pagamento. Ruthven riuscì facilmente a impedire i tentativi di attacco a Plymouth.
All'inizio di novembre, Hopton attraversò il fiume Tamar, facendo rotta verso Exeter. I simpatizzanti realisti gli dissero che Exeter era perlopiù indifesa, anche se la città era controllata dai parlamentaristi. La sua cattura avrebbe significato il controllo di un porto vitale nella costa meridionale del paese, oltre ad un punto estremamente importante nell'intero Devon. La sua posizione sul fiume Exe, garantiva inoltre l'accesso alle principali vie d'acqua interne, essenziali per il trasporto dei rifornimenti.
Hopton giunse ad Exeter il 18 novembre, ma questa era già stata occupata dalle forze parlamentariste al comando del capitano Alexander Pym. Dopo un breve scontro d'artiglieria, i realisti si ritirarono a Tavistock e tentarono ancora una volta di conquistare Plymouth.

## L'assedio
Alla fine di dicembre, Hopton tornò ad Exeter per assediare la città. Le forze realiste attaccarono e catturarono i villaggi di Topsham e Powderham lungo il corso del fiume Exe, bloccando i rifornimenti ad Exeter dal mare. Hopton quindi chiese ai parlamentaristi di arrendersi.
Il colonnello Ruthven, ad ogni modo, aveva pensato che Exeter sarebbe stata un facile bersaglio dei suoi avversari e per questo l'aveva adeguatamente rinforzata. I parlamentaristi, dunque, rifiutarono la resa. I realisti a quel punto si accorsero di non poter effettivamente sostenere un lungo assedio alla città e in breve tempo anche lo stesso Hopton realizzò che le sue truppe erano ormai agli sgoccioli coi rifornimenti ed erano sul punto di ammutinarsi. Hopton pose quindi fine all'assedio all'inizio di gennaio dell'anno successivo e si ritirò in Cornovaglia. Ruthven lo inseguì nella speranza di catturare l'artiglieria realista, ma si fermò invece a Bridestowe.

## Conseguenze
Le vittorie dei realisti a Braddock Down a gennaio e poi a Stratton ad aprile, distrussero l'esercito parlamentarista in Cornovaglia e nel Devon. A queste vittorie si aggiunse quella di Roundway Down, il 13 luglio. Il 26 luglio, il principe Ruperto del Palatinato attaccò e conquistò Bristol, la seconda città più grande di tutta la Gran Bretagna.
Queste azioni assicurarono ai realisti il controllo ella parte occidentale del paese con l'eccezione di porti isolati come Exeter, che venne catturata nel settembre del 1643 dopo un secondo assedio e venne tenuta dai realisti sino all'aprile del 1646.